# Vitélia
Vitélia foi uma patrícia romana que era filha do imperador Vitélio, e esposa do senador Décimo Valério Asiático. Uma personagem baseada na figura histórica de Vitélia aparece na ópera de Mozart, intitulada La clemenza di Tito.

## Família
Vitélia era filha do imperador Vitélio, filho de Lúcio Vitélio, cônsul por três vezes, e de Sextília. A sua mãe era a segunda esposa de Vitélio, Galéria Fundana. Segundo Suetônio, ela era filha de um ex-pretor. Gwyn Morgan supõe que Galéria Fundana era parente de Públio Galério Trácalo, o suposto escritor de discursos de Otão.
Ela tinha um irmão, Aulo Vitélio Germânico, e um meio-irmão, Aulo Vitélio Petrônio, filho da primeira esposa de Vitélio, Petrônia.

## Biografia
Em 69, Vitélio começou a lutar pelo poder, e nessa época, Vitélia estava em Roma com a mãe. Enquanto o pai estava longe na guerra, ela e o restante da família ficaram sob a proteção do imperador Otão. Após a Primeira Batalha de Bedríaco (hoje na comuna italiana de Calvatone, onde Vitélio derroutou Otão, Galéria Fundana e os filhos se juntaram à ele em Lugduno (hoje na comuna francesa de Lyon).
Segundo Tácito, o imperador escolheu o legado da província da Bélgica romana, Décimo Valério Asiático, para ser marido da filha, trazendo-o, assim, para o lado do sogro. O pai de Vitélia reinou apenas por oito meses, e foi assassinado no ano de 69. Com a morte do marido, em 70, Vitélia ficou viúva com um filho, Marco Lólio Paulino Décimo Valério Asiático Saturnino, que foi nomeado cônsul duas vezes, primeiro em 94, e depois em 125.
Mais tarde, ainda no ano de 70, o novo imperador, Vespasiano tomou Vitélia sob sua proteção, lhe deu um dote, uma casa, e um marido cujo nome não foi registrado para a posteriodade. No entanto, alguns historiadores como Christian Settipani e Strachan sugeriram que ele era Libão Rupílio Frúgio, e que ela era a mãe de Rupília Faustina, dessa forma, explicando o uso do nome Galéria dentre as mulheres da Dinastia nerva-antonina.

## Na cultura popular
- Vitélia é uma personagem central em na ópera La clemenza di Tito de Mozart, onde ela tenta assassinar o imperador Tito, após ele declarar o seu amor pela princesa judia Berenice, também chamada de Beatriz (ou Beatrice).[10] A ópera é ambientada no ano de 79.[11]